# 南大沢
南大沢（みなみおおさわ）は、東京都八王子市の地名。現行行政町名は南大沢一丁目から五丁目。住居表示未実施。郵便番号は192-0364（八王子南郵便局管区）。

## 概要
東京都八王子市の南東部に位置し、多数の新興住宅地と学校・大学、商業施設を有する多摩ニュータウン西端部を構成する。
街の中心には京王電鉄相模原線の南大沢駅があり、駅周辺には八王子市の行政施設や大学、アウトレットモール、シネマコンプレックス（シネコン）などが立地する。多摩ニュータウンの計画的な街並みが整備され、住宅地の中に多くの自然が残されている。また、多摩丘陵の丘陵部分を歩行者専用道路ネットワークで結ぶことにより、駅から周辺の主要施設や集合住宅地まで車道を通らずにアクセスできる。南大沢駅周辺には自転車専用レーンが設置されている。
町の面積は2.834平方kmである。
南大沢駅前は広く大きなバスロータリーが整備され、駅周辺には特に多くの商業施設・店舗が集中している。
駅周辺には駐車場が少なく週末には渋滞が発生している。 平日は東京都立大学南大沢キャンパスの学生により、休日はアウトレットの買い物客により駅周辺は賑わいを見せている。

### 河川
- 大田川

### 小字
- 柏木谷戸（かしわぎやと） - 柏木小学校・京王・神奈中「桜84」系統の柏木谷戸入り口バス停などに見られる。

- 清水入谷戸（しみずいりやと） - 京王・神奈中「桜84」系統の清水入谷戸バス停や清水入緑地などに見られる。清水入とも。

- 内裏谷戸（だいりやと） - 小山内裏公園、内裏谷戸公園、内裏橋（東京都道158号小山乞田線）などに見られる。

- 日影（ひかげ） - 高札場が置かれていた。

- 日向（ひなた） - 高札場が置かれていた。京王・神奈中「桜84」系統の日向バス停、南大沢日向公園などに見られる。

### 隣接地域
- 東 - 松木・別所・町田市上小山田町
- 西 - 上柚木・鑓水
- 南 - 町田市小山ヶ丘
- 北 - 下柚木・松木

### 地価
住宅地の地価は、2014年1月1日の公示地価によれば、南大沢2丁目18番10の地点で16万9000円/m2となっている。

## 歴史

### 地名の由来
多摩郡の現八王子市域にはかつて「大沢村」（柚木領および拝島領）という村が2つ存在していた。南大沢は南多摩郡内において、その旧拝島領大沢村（後の北大沢村→加住村→現・八王子市加住町二丁目）の南に位置していたことから「南大沢」と名付けられた。

### 年表
- 1878年11月 - 多摩郡が南多摩郡・北多摩郡・西多摩郡に分割。南多摩郡大沢村となる。
- 1879年 - 南多摩郡南大沢村に改称。
- 1889年4月1日 - 南大沢村は周辺12村と合併、南多摩郡由木村が発足する。
- 1964年8月1日 - 由木村は八王子市に編入、南大沢は八王子市の一町名となる。
- 1988年5月21日 - 京王相模原線の南大沢駅が開業
- 1990年9月 - 松木の西端が編入[7]。
- 1991年 - （旧）東京都立大学が目黒区八雲（東急東横線都立大学駅付近）から移転
- 2000年 - 「ラ・フェット 多摩南大沢（現在の三井アウトレットパーク多摩南大沢）」が開業
- 2005年4月 - 首都大学東京（現在の東京都立大学）開学
- 2009年4月20日 - 南大沢警察署が開署

## 世帯数と人口
2017年（平成29年）12月31日現在の世帯数と人口は以下の通りである。
| 丁目         | 世帯数    | 人口     |
| ------------ | --------- | -------- |
| 南大沢一丁目 | 825世帯   | 1,427人  |
| 南大沢二丁目 | 1,234世帯 | 2,334人  |
| 南大沢三丁目 | 1,892世帯 | 4,118人  |
| 南大沢四丁目 | 1,771世帯 | 4,166人  |
| 南大沢五丁目 | 1,939世帯 | 5,056人  |
| 計           | 7,661世帯 | 17,101人 |

## 小・中学校の学区
市立小・中学校に通う場合、学区は以下の通りとなる。
| 丁目         | 番地     | 小学校                 | 中学校                 |
| ------------ | -------- | ---------------------- | ---------------------- |
| 南大沢一丁目 | 1〜5番地 | 八王子市立下柚木小学校 | 八王子市立宮上中学校   |
| 南大沢一丁目 | その他   | 八王子市立柏木小学校   | 八王子市立南大沢中学校 |
| 南大沢二丁目 | 全域     | 八王子市立柏木小学校   | 八王子市立南大沢中学校 |
| 南大沢三丁目 | 全域     | 八王子市立柏木小学校   | 八王子市立南大沢中学校 |
| 南大沢四丁目 | 全域     | 八王子市立南大沢小学校 | 八王子市立南大沢中学校 |
| 南大沢五丁目 | 全域     | 八王子市立宮上小学校   | 八王子市立宮上中学校   |

## 交通

### 鉄道
- 京王電鉄
  - 京王相模原線：南大沢駅

### 道路

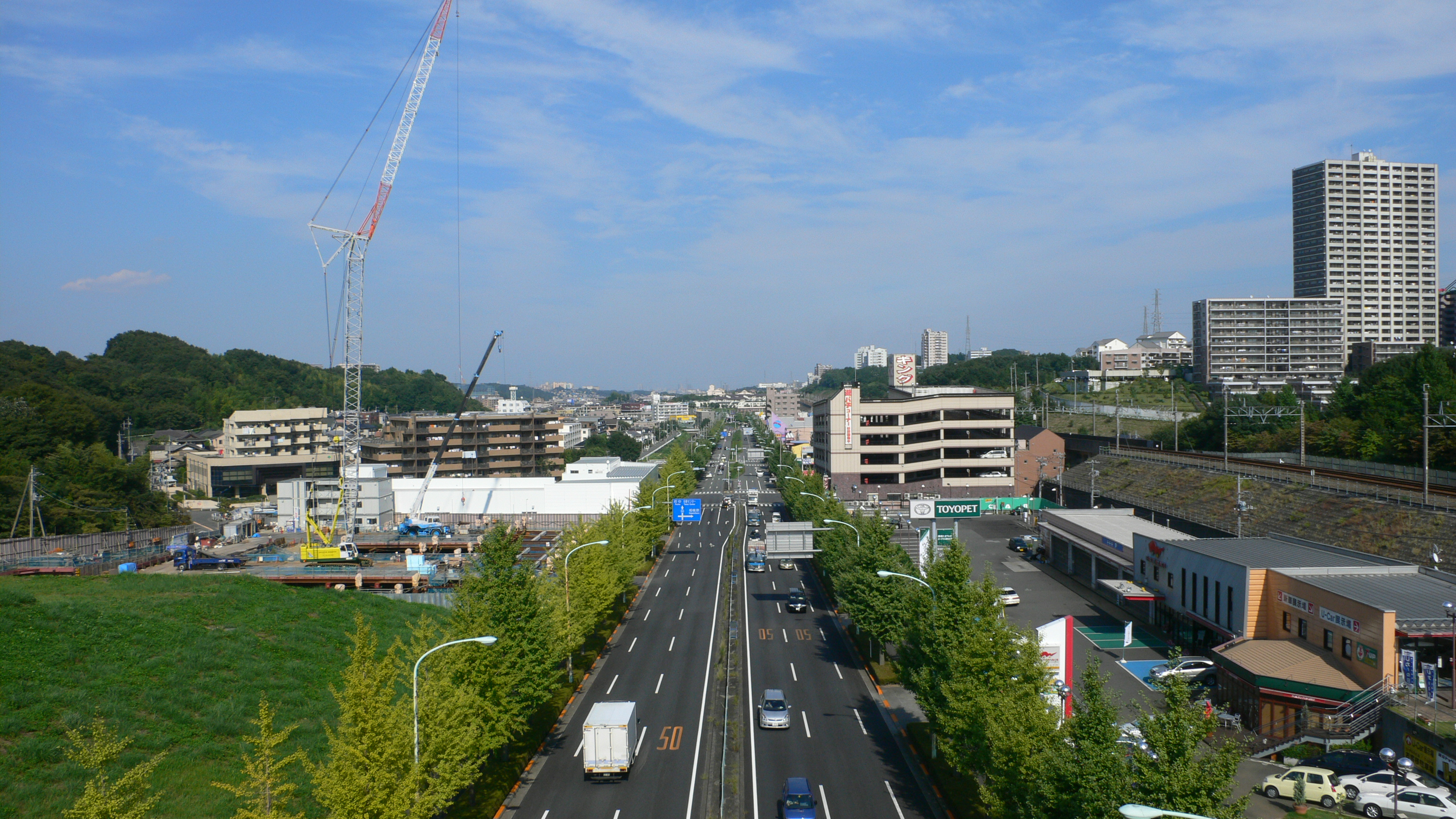
南大沢大橋から望む多摩ニュータウン通り

- 東京都道158号小山乞田線（多摩ニュータウン通り）

## 施設

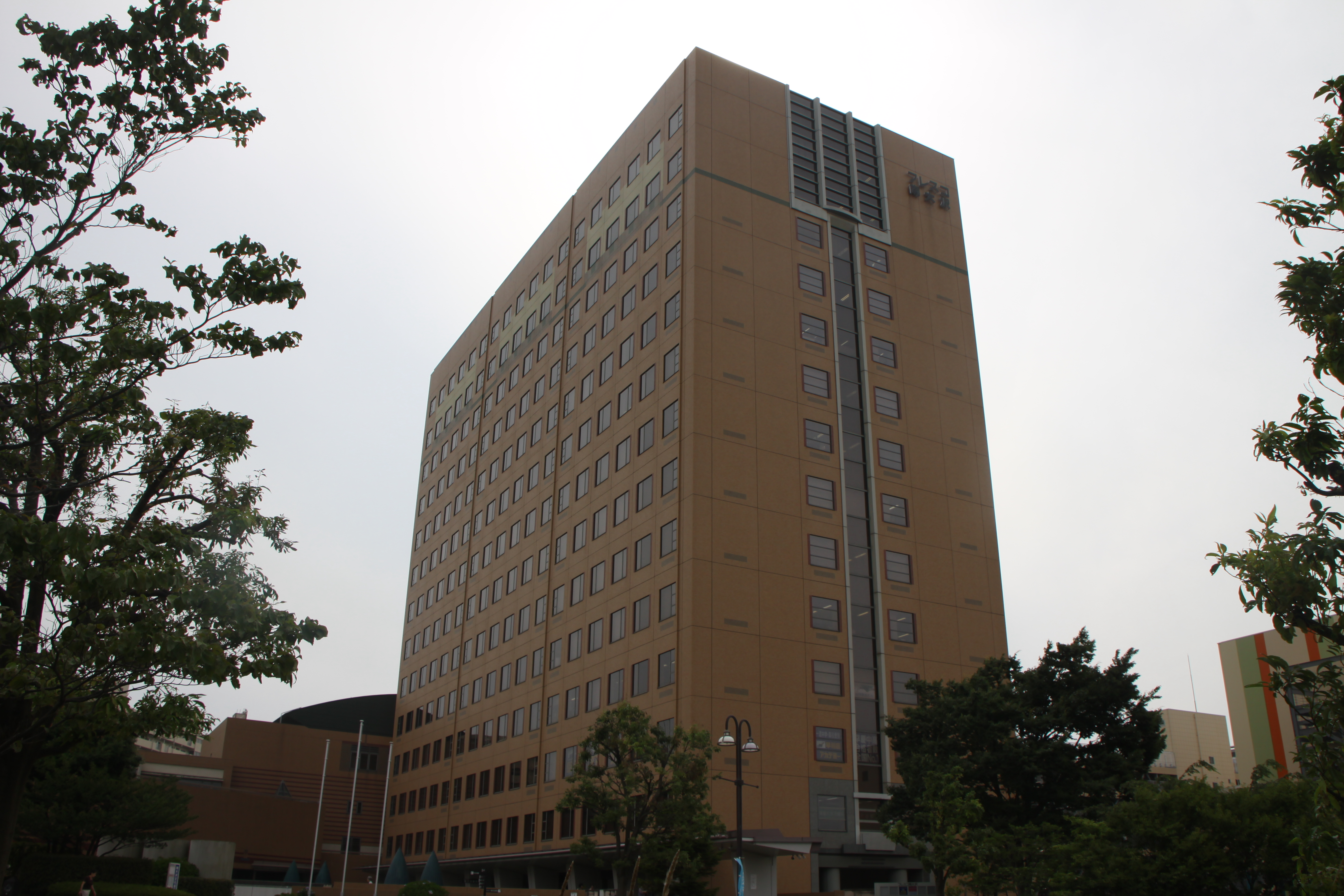
フレスコ南大沢

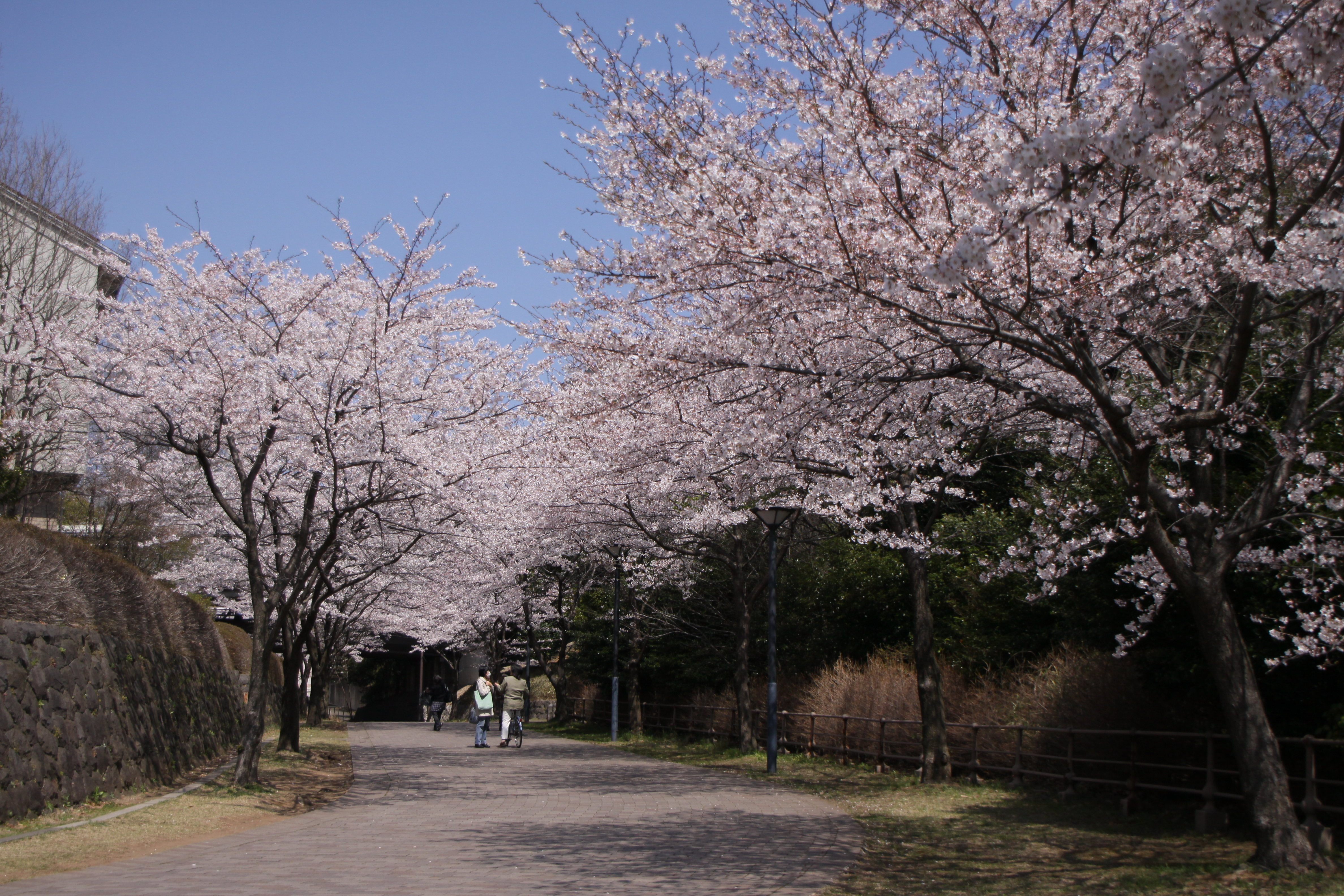
遊歩道

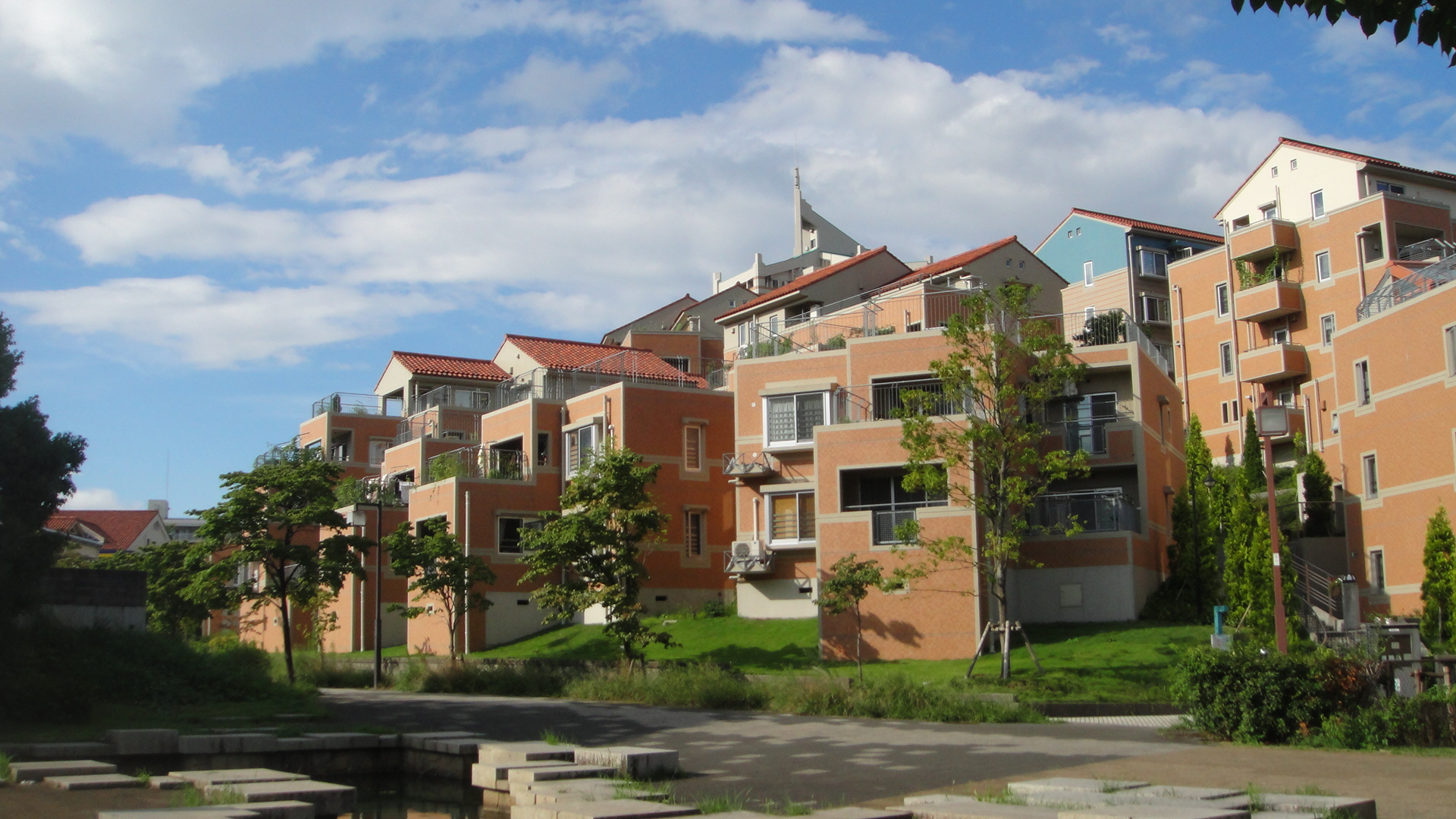
ベルコリーヌ南大沢

### 行政
- 八王子市南大沢総合センター
- フレスコ南大沢
  - 八王子市役所南大沢事務所
  - 八王子市南大沢図書館
  - 八王子市南大沢公民館
  - 八王子市南大沢文化会館
- 警視庁南大沢警察署
- 八王子少年センター
- 救急振興財団事務局 
  - 救命救急東京研修所（ELSTA東京）
- 南大沢水リサイクルセンター
- 地域子ども家庭支援センター南大沢

### 教育
- 小学校
  - 八王子市立宮上小学校
  - 八王子市立南大沢小学校
  - 八王子市立柏木小学校
- 中学校
  - 八王子市立宮上中学校
  - 八王子市立南大沢中学校
- 特別支援学校
  - 東京都立南大沢学園
  - 東京都立南大沢学園特別支援学校
- 大学
  - 東京都立大学南大沢キャンパス
  - ヤマザキ動物看護大学
- その他
  - TAMAサドベリースクール さくらんぼ学園（日本におけるサドベリー・スクールの学校）

### 郵便局・金融機関
- 南大沢駅前郵便局（旧八王子南郵便局）
- 八王子南大沢郵便局
- みずほ銀行南大沢支店 (2023年3月廃店)

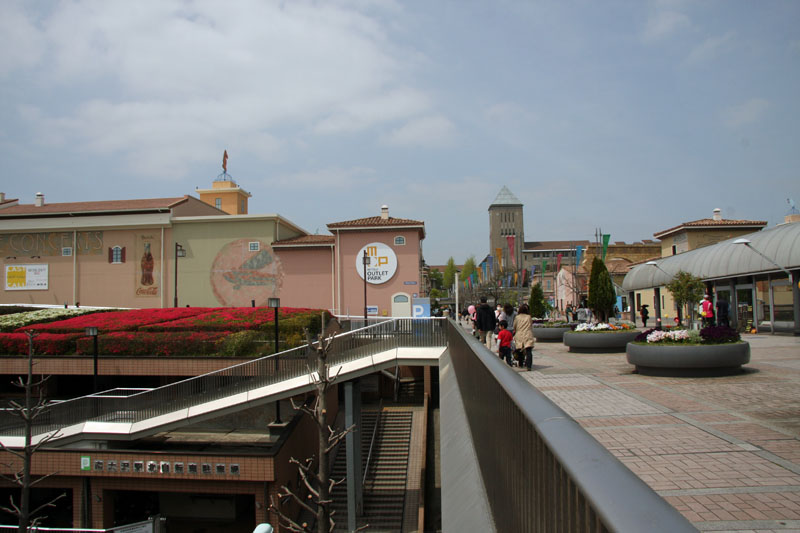
三井アウトレットパーク 多摩南大沢

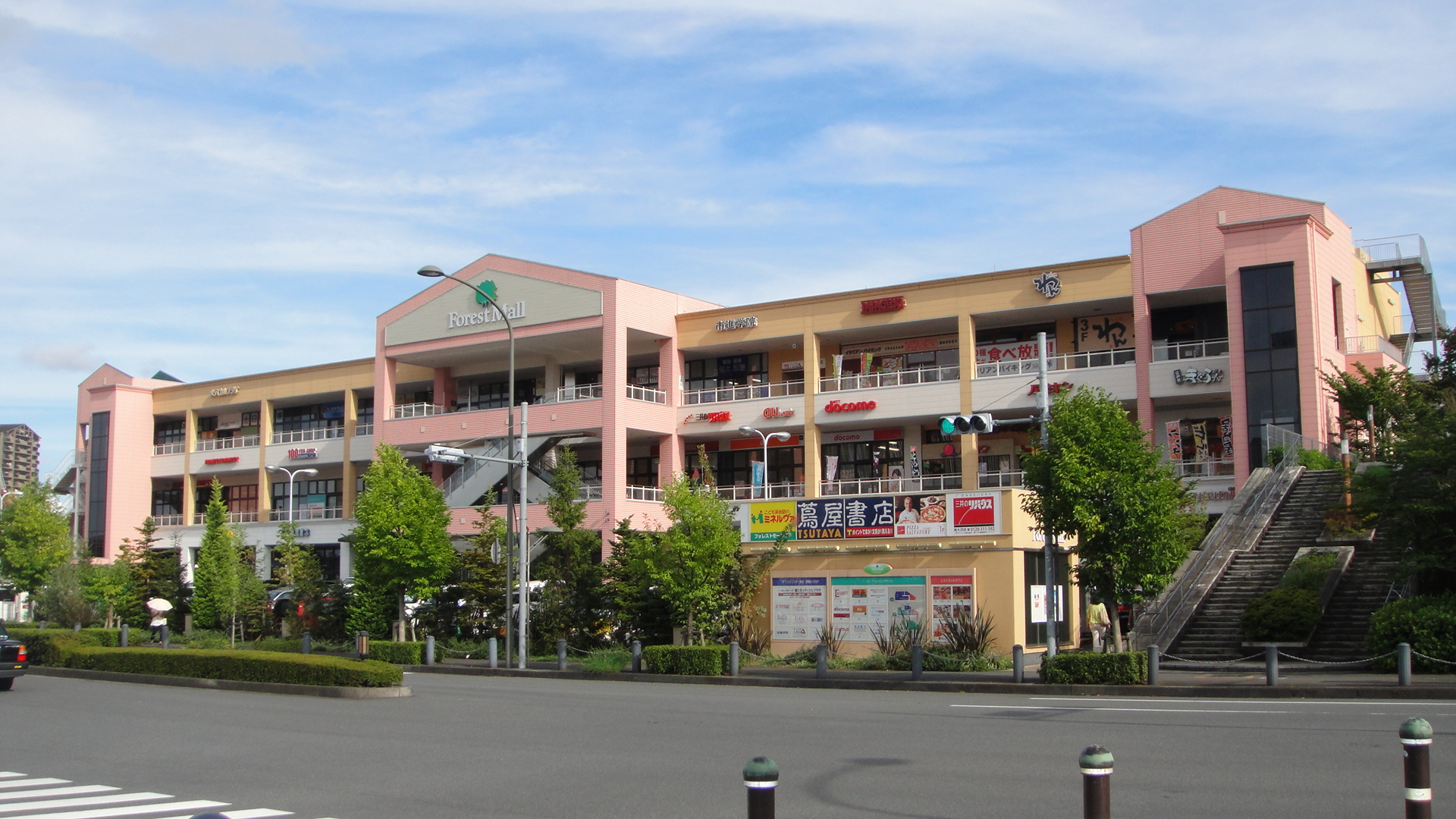
フォレストモール南大沢

### 商業
- 三井アウトレットパーク 多摩南大沢
- フレンテ南大沢
  - 大戸屋フレンテ南大沢店
  - スターバックスコーヒー南大沢店
  - 東京ミートレア
- フォレストモール南大沢
  - バーミヤン南大沢駅前店
  - 蔦屋書店南大沢店
  - サンドラッグ南大沢店
- ガレリア・ユギ
  - イトーヨーカドー南大沢店（かつての柚木そごうと忠実屋→ダイエー）
  - ロフト南大沢店
  - ミスタードーナツ南大沢駅前ショップ
  - ノジマ南大沢店
  - ダイソー
  - 文教堂書店南大沢店
- サザンウィンズ南大沢
  - サイゼリヤ南大沢駅前店
  - ジアス南大沢（パチンコ店）
- パオレ
  - カラオケBanBan
  - モスバーガーパオレ南大沢店
- プラザA
  - マクドナルド南大沢駅前店
  - はま寿司南大沢駅前店
  - 築地銀だこ南大沢店
  - 松屋南大沢店
- fab南大沢
  - TOHOシネマズ南大沢
  - タイトーステーション南大沢店
  - はなまるうどんファブ南大沢店
- 全日食チェーン南大沢店

### 企業
- 日本食研八王子営業所
- 精美堂薬局本社
- 南大沢物流センター
  - パルライン南大沢センター（冷凍専用物流センター）
  - LNEWS八王子南大沢物流センター
- 京王バス南大沢営業所

### 公園
- 溜池公園
- 大平公園
- 南大沢日向公園
- 内裏谷戸公園
- 長谷戸公園
- 赤石公園
- みどりやま公園
- うずまき公園
- 南大沢緑地
- 松木日向緑地
- 清水入緑地
- 小山内裏公園
- 南大沢日原坂竹林公園
- 南大沢中郷公園

### 神社

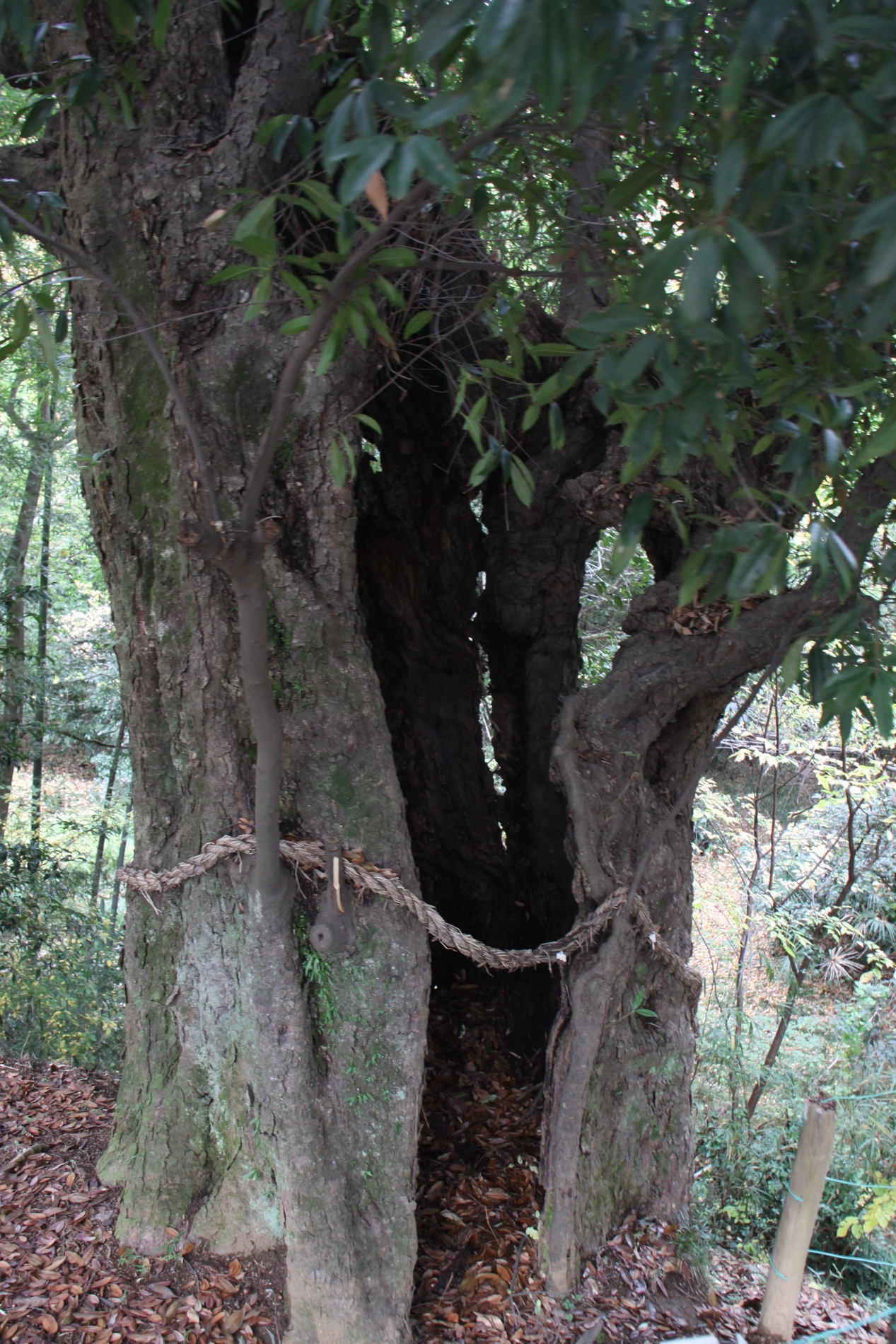
境内にあるオオツクバネガシの空洞部分

- 八幡神社 - 創建年代は不明だが古くから南大沢の鎮守神としてまつられてきた。境内のオオツクバネガシ（アカガシとツクバネガシの間種）の巨木は、樹齢推定600年である。また八王子市の天然記念物に指定されている。木は1880年（明治13年）の火災で枯死したと思われていたが再生したため地元では「不死身のアカガシ」と呼ばれている。
- 広妙寺
- 日枝神社

## 郷土芸能
八幡神社で、主に夏祭りの際に踊られた「粉屋踊り（こなやおどり）」が有名であった。